# Гальон (кибуц)
Гальон (ивр. גלאון‎) — киббуц в Южном округе Израиля, расположенный на горе, примерно 20 км от Средиземного моря.
Кибуц расположен в сельскохозяйственном районе Хевель-Лахиш, в южной части Прибрежной равнины, носящей название Шфела, и относится к региональному совету Йоав.

## История
Киббуц был основан в Йом-Киппур 1946 года с 5 на 6-е октября во время операции «11 населённых пунктов» в пустыне Негев.
Основатели киббуца были в основном евреи из Польши.
В XII веке до н. э. в этой местности жили люди, что доказывают археологические раскопки, в ходе которых были обнаружены остатки крепости ханаанян.
В Книге Судей описана борьба хананеян, поддерживаемых Египтом, против филистимлян, возглавляемых царями Экрона.
Крепость хананеян в окрестностях кибуца Гальон пала, лишившись поддержки египтян, филистимляне победили.
В ходе Войны за независимость территория района была ареной боев с наступающей с юга египетской армией.
В 1954 г. строительство водной магистрали Яркон — Негев подстегнуло развитие кибуца.

## Население
По данным Центрального статистического бюро Израиля, население на начало 2020 года составляло 582 человека.